# Pentti Supponen
Pentti Kalevi Supponen, född 5 oktober 1945 i Finland, död 7 januari 2016, var en svensk folkhögskolelärare och socialdemokratisk kommunpolitiker.
Pentti Supponen växte upp på ett torp utanför Grythyttan som son till ingermanländska föräldrar, vilka flytt från Sovjetunionen under andra världskriget. Han började vid 14 års ålder arbeta på Grythyttans Stålmöbler och utbildade sig senare på folkhögskola och tog en samhällsekonomisk universitetsexamen.
Supponen var under en tioårsperiod fram till 2008 kommunalråd och kommunstyrelsens ordförande i Hällefors kommun. Före och efter denna period arbetade han som folkhögskolelärare på Brunnsviks folkhögskola.
Som Hällefors kommuns starke man gjorde Supponen sig framför allt känd för sitt arbete med att gjuta nytt liv i denna industridominerade utflyttningskommun genom en omfattande satsning på kulturorienterade servicenäringar, bland annat utbildning på olika nivåer. Detta har bland annat tagit form i etablerandet av restaurangutbildning på universitetsnivå i Måltidens hus respektive industridesignutbildning vid Formens hus i kommunens bägge tätorter Grythyttan och Hällefors och inrättande av Hällefors folkhögskola. I Hällefors har en omvandling av allmännyttiga bostadsomraden innefattat en ambitiös satsning på konstnärlig utsmyckning, bland annat i Polstjärnan, Millesparken och Mästarnas Park.